# Rostislav Donici
Rostislav Donici (n. 14 august 1908, Sankt Petersburg, Imperiul Rus – d. 1985, București, România) a fost un publicist, traducător și jurnalist român, cunoscut pentru reportajele sale de pe Frontul de Est în timpul celui de-Al Doilea Război Mondial, pentru activitatea sa de traducător din limba rusă și pentru activitatea sa publicistică desfășurată între Chișinău și București.

## Biografie
Rostislav Donici s-a născut la 14 august 1908 în familia Donici, în Sankt Petersburg, capitala de atunci a Imperiului Rus. Era frate de mamă al scriitorului Leon Donici, provenind dintr-o familie cu înclinații culturale și boeme.
După izbucnirea Revoluției Ruse, a evadat din Petrograd și s-a stabilit împreună cu familia la Chișinău, unde au locuit într-o casă de pe Bulevardul Alexandru, în apropiere de actuala Academie de Științe. Casa a fost demolată ulterior în perioada sovietică.
În perioada interbelică și în timpul celui de-Al Doilea Război Mondial, Donici s-a remarcat ca reporter de front. A transmis reportaje de pe Frontul de Est până în ultimele zile ale campaniei, fiind evacuat din Crimeea cu ultimul tren, la limită, în fața avansului trupelor sovietice.

## Activitate jurnalistică și culturală
Pe lângă activitatea sa de reporter de război, Rostislav Donici a fost un traducător și publicist activ. A reușit să o întâlnească la București pe celebra soprană Maria Cebotari, căreia i-a luat un interviu și a realizat o sesiune foto într-un restaurant bucureștean – una dintre cele mai remarcabile imagini păstrate cu artista.
Pasionat de artă și viața mondenă, Donici frecventa cinematograful de pe strada Pușkin, colț cu strada Fîntînilor, mergea la cursele de cai de la Hipodromul din Chișinău, la meciurile de fotbal jucate pe stadionul din Piața Nemțească (actualul stadion Dinamo) și participa la balurile organizate la Clubul Nobilimii (actualul cinematograf Patria). El a fost căsătorit cu Rozalia Donici (n. Rapoport-Fridland), de origine evreiască, alături de care a avut 2 copii.

## Deces
Rostislav Donici a trăit până la sfârșitul vieții în București, unde a decedat în 1985.